# 多々羅田
多々羅田（たたらだ）は、千葉県印西市の大字。郵便番号270-1346。

## 地理
北は船尾、北東は高花、南は船尾、西は内野に隣接している。
飛び地があり、鹿黒南、草深、泉、泉野、大塚に隣接している。

## 歴史
江戸時代は多々羅田村であり、下総国印旛郡のうち、寛永年間（1624年～1645年）から高岡藩領、1660年（万治3年）から旗本井上氏領、1701年（元禄14年）から佐倉藩領、「旧高旧領」では幕府・佐倉藩の相給。
村高は「元禄郷帳」14石余、「天保郷帳」「旧高旧領」ともに83石余。なお「旧高旧領」に見える幕府領分9万石余は、享保年間（1716年～1736年）に開発された切添新田にあたると思われる。1857年（安政4年）「領分村高領帳」によれば、佐倉藩領分は免取で畑方永納、ほかに夫役永130文と見える（旧佐野家文書/千葉市史史料編2）。
1873年（明治6年）千葉県に所属。神社は厳島神社・天神社（印旛郡誌）。1889年（明治22年）船穂村の大字となる。

### 年表
- 1873年（明治6年） - 千葉県に所属。
- 1889年（明治22年）4月1日 - 船穂村大字多々羅田となる。
  - 町村制施行し、船尾村、結縁寺村、多々羅田村、戸神村、武西村、松崎村、泉新田、惣深新田が合併し印旛郡船穂村が発足。
- 1954年（昭和29年）12月1日 - 印西町多々羅田となる。
  - 木下町・大森町・船穂村と永治村の一部が合併し印西町が発足。
- 1996年（平成8年）4月1日 - 印西市多々羅田になる。
  - 印西町が市制施行し、印西市になる。

## 世帯数と人口
2017年（平成29年）10月31日現在の世帯数と人口は以下の通りである。
| 大字     | 世帯数 | 人口 |
| -------- | ------ | ---- |
| 多々羅田 | 21世帯 | 63人 |

## 小・中学校の学区
市立小・中学校に通う場合、学区は以下の通りとなる。
| 番地 | 小学校             | 中学校             |
| ---- | ------------------ | ------------------ |
| 全域 | 印西市立船穂小学校 | 印西市立船穂中学校 |

## 施設
- 多々羅田青年館
- 厳島神社

## 交通

### 道路
- 都道府県道
  - 千葉県道190号千葉ニュータウン南環状線